# Ancion
Ancion is een sinds 1898 tot de Belgische adel behorend geslacht dat wapenfabrikanten en later politici leverde.

## Geschiedenis
De bewezen stamreeks begint met Pascal Ancion (†1783) die in 1723 trouwde, tevens eerste vermelding van dit geslacht. Diens zoon Dieudonné Joseph Ancion (1743-1793) werd een maker van kanonnen waarmee een traditie van wapenhandelaren ontstond in het geslacht. Later werden leden ook politici.
In 1898 werd Dieudonné Alfred Ancion (1839-1923) verheven in de Belgische adel met de titel van baron bij eerstgeboorte. Er volgden nog andere adelsbesluiten inzake leden van dit geslacht. In 1901 volgde voor een telg verheffing tot pauselijk graaf bij eerstgeboorte.

### Wapenbeschrijvingen
- 1899: In blauw, een goud gesteelden, zilveren hamer, overtopt met eene kroon eveneens van goud, het schildhoofd van hetzelfde metaal, beladen met drie goud geknopte, groen gepunte, gestengelde en gebladerde roode, naast elkander van voren afgebeelde, rozen. Het schild overdekt met eene baronskroon. Schildhouders: twee met gebladerte omgorde en gekroonde wildemannen in vleeschkleur, houdende een goud gesteelden, zilveren hamer met den kop omlaag voor den titularis ... het schild gedekt voor [de] andere afstammelingen met een goud gekroonden, getralieden, gehalsbanden en omboorden, zilveren helm, gevoerd en gehecht van blauw, helmdekkleeden van goud en blauw. Helmteeken: de hamer van het schild, tusschen eene vlucht rechts van goud, links van blauw. Wapenspreuk: 'Labore et constantia' van goud, op een lossen fladderenden blauwen band.
- 1906: In blauw, een zilveren hamer, met gouden steel, overdekt met eene kroon ook van goud, het hoofd van hetzelfde, beladen met drie, goud geknopte, groen gepunte, gesteelde en gebladerde, roode tuinrozen. Het schild gedekt met een, goud getralieden, gehalsbanden en omboorden, zilveren helm, gevoerd en gehecht van blauw, met wrong en dekkleeden van goud en blauw. Helmteeken: hamer en kroon als in het schild, tusschen eene vlucht rechts van goud, links van blauw. Wapenspreuk: 'Labore et constantia' van goud, op een blauw lint.
- 1920: Van blauw, met eenen hamer van zilver, gesteeld van goud, paalsgewijs geplaatst en overtopt met eene kroon insgelijks van goud, met het schildhoof[d] van dezelfde kleur, beladen met drie rozen van rood, geknopt van goud, gepunt, gesteeld en gebladerd van groen. Het schild overtopt met eene baronskroon en gehouden door twee wilden van vleeschkleur, omgord en gekroond met gebladerte, houdende eenen neerhangende hamer van zilver, gesteeld van goud. Het schild getopt bovendien met eenen helm van zilver, gekroond, getralied, gehalsband en omboord van goud, gevoerd en vastgehecht van blauw, met dekkleeden van goud en van blauw. Helmteeken: de hamer van het schild, overtopt met zijne kroon, tusschen eenen vlucht rechts van goud, links van blauw. Wapenspreuk: 'Labore et constantia' van goud, op een lint van blauw.
- 1920: Van blauw, met eenen hamer van zilver, gesteeld van goud, paalsgewijs geplaatst en overtopt met eene kroon insgelijks van goud, met het schildhoof[d] van dezelfde kleur, beladen met drie rozen van rood, geknopt van goud, gepunt, gesteeld en gebladerd van groen. Het schild overtopt met eene baronskroon en gehouden door twee wilden van vleeschkleur, omgord en gekroond met gebladerte, houdende eenen neerhangende hamer van zilver, gesteeld van goud, voor den [titularis] ... Het schild getopt voor [de] andere afstammelingen met eenen helm van zilver, gekroond, getralied, gehalsband en omboord van goud, gevoerd en vastgehecht van blauw, met dekkleeden van goud en van blauw. Helmteeken: de hamer van het schild, overtopt met zijne kroon, tusschen eenen vlucht rechts van goud, links van blauw. Wapenspreuk: 'Labore et constantia' van goud, op een lint van blauw.

## Enkele telgen
Dieudonné Joseph Ancion (1800-1880), wapenfabrikant
- Ir. Dieudonné Alfred baron Ancion (1839-1923), wapenfabrikant, politicus, in 1898 verheven in de Belgische adel met de titel van baron bij eerstgeboorte.
  - Alfred baron Ancion (1869-1947), industrieel, verkreeg in 1920 vergunning om tijdens het leven van zijn vader de titel van baron te dragen.
    - Jkvr. Fanny Ancion (1897-1976); trouwde in 1922 met dr. Arnold ridder Godin (1889-1982), politicus.
    - Jhr. Alfred Ancion (1898-1940).
      - Alfred baron Ancion (1931-2005), tot zijn overlijden chef de famille.

    - Jkvr. Marie-Louise Ancion (1904-1963); trouwde in 1931 met Henri baron Moreau de Melen (1902-1992), politicus, minister.

  - Jkvr. Adèle Ancion (1879-1936); trouwde in 1902 met dr. Pierre ridder David (1872-1948), politicus.
  - Dieudonné  baron Ancion (1872-1953), industrieel, verkreeg in 1920 de titel van baron met overgang bij recht van eerstgeboorte.
    - Albert baron Ancion (1916-1998), industrieel.
      - Dony baron Ancion (1944), chef de famille.[1]
- Jhr. Jules Ancion (1841-1912), wapenfabrikant, in 1901 verheven tot pauselijk graaf, overdraagbaar bij eerstgeboorte, in 1906 verheven in de erfelijke Belgische adel
  - Jhr. dr. Jules Ancion (1874-1949), pauselijk graaf
    - Jhr. dr. Jacques Ancion (1899-1985), pauselijk graaf
      - Jhr. ir. Michel Ancion (1927), pauselijk graaf, mijningenieur, adjunct-directeur-generaal Metallurgie Hoboken-Overpelt
      - Jhr. ir. Bernard Ancion (1929), bewoner van het Kasteel van Amel, afgevaardigd bestuurder van de Papéteries de Belgique

    - Jkvr. Jeanne-Françoise Ancion (1909-1993); trouwde in 1929 met prof. dr. Jacques Duesberg (1907-2002), oud-docent van de hertog van Brabant en van de prins van Luik, schrijver.

### Adellijke allianties
- Dessain (1896), David (1902), Van Ypersele de Strihou (1904), Godin (1922), De Borman (1931), De Burbure de Wesembeek (1950), Delvaux de Fenffe (1953), Smits (1955), De Macar (1969), De Sadeleer (1979), Van der Straten Waillet (1981), Van Hoobrouck d'Aspe (1987), De Spirlet (1993), De Woot de Trixhe (2008), De Brouchoven de Bergeyck (2015), De Grand Ry (2016), De Schaetzen (2017)

### Bezittingen
- Kasteel van Amel